# William Priddy
William Reid Priddy, född 1 oktober 1977 i Richmond i Virginia, är en amerikansk volleybollspelare. Priddy blev olympisk guldmedaljör i volleyboll vid sommarspelen 2008 i Peking.